# Gare de Kagaonsen
La gare de Kagaonsen (加賀温泉駅, Kagaonsen-eki) est une gare ferroviaire située dans la ville de Kaga, dans la préfecture d'Ishikawa au Japon.
Elle est exploitée conjointement par la West Japan Railway Company (JR West) et la compagnie privée IR Ishikawa Railway.

## Situation ferroviaire
La gare de Kagaonsen est située au point kilométrique (PK) 387,1 de la ligne Shinkansen Hokuriku et au PK 4,1  de la ligne IR Ishikawa Railway.

## Histoire
La gare a été inaugurée le 11 octobre 1944 sous le nom de gare de Sakumi. Elle prend son nom actuel en 1970.
La ligne Shinkansen Hokuriku dessert la gare depuis le 16 mars 2024.

## Service des voyageurs

### Accueil
La gare dispose d'un bâtiment voyageurs, avec guichets, ouvert tous les jours.

### Desserte

#### JR West
- Ligne Shinkansen Hokuriku :
  - voie 11 : direction Kanazawa, Toyama et Tokyo
  - voie 12 : direction Tsuruga

#### IR Ishikawa Railway
- Ligne IR Ishikawa Railway :
  - voies 1 et 2 : direction Fukui
  - voies 3 et 4 : direction Kanazawa